# Championnat de république démocratique du Congo féminin de football
 (juin 2023).
 (juin 2023).
La mise en forme du texte ne suit pas les recommandations de Wikipédia : il faut le « wikifier ».
Les points d'amélioration suivants sont les cas les plus fréquents. Le détail des points à revoir est peut-être précisé sur la page de discussion.
- Les titres sont pré-formatés par le logiciel. Ils ne sont ni en capitales, ni en gras.
- Le texte ne doit pas être écrit en capitales (les noms de famille non plus), ni en gras, ni en italique, ni en « petit »…
- Le gras n'est utilisé que pour surligner le titre de l'article dans l'introduction, une seule fois.
- L'italique est rarement utilisé : mots en langue étrangère, titres d'œuvres, noms de bateaux, etc.
- Les citations ne sont pas en italique mais en corps de texte normal. Elles sont entourées par des guillemets français : « et ».
- Les listes à puces sont à éviter, des paragraphes rédigés étant largement préférés. Les tableaux sont à réserver à la présentation de données structurées (résultats, etc.).
- Les appels de note de bas de page (petits chiffres en exposant, introduits par l'outil «  Source ») sont à placer entre la fin de phrase et le point final[comme ça].
- Les liens internes (vers d'autres articles de Wikipédia) sont à choisir avec parcimonie. Créez des liens vers des articles approfondissant le sujet. Les termes génériques sans rapport avec le sujet sont à éviter, ainsi que les répétitions de liens vers un même terme.
- Les liens externes sont à placer uniquement dans une section « Liens externes », à la fin de l'article. Ces liens sont à choisir avec parcimonie suivant les règles définies. Si un lien sert de source à l'article, son insertion dans le texte est à faire par les notes de bas de page.
- La présentation des références doit suivre les conventions bibliographiques. Il est recommandé d'utiliser les modèles {{Ouvrage}}, {{Chapitre}}, {{Article}}, {{Lien web}} et/ou {{Bibliographie}}. Le mode d'édition visuel peut mettre en forme automatiquement les références.
- Insérer une infobox (cadre d'informations à droite) n'est pas obligatoire pour parachever la mise en page.

Pour une aide détaillée, merci de consulter Aide:Wikification.
Si vous pensez que ces points ont été résolus, vous pouvez retirer ce bandeau et améliorer la mise en forme d'un autre article.
Le Championnat national de Football féminin de République démocratique du Congo, ou Ligue nationale de Football féminin (LINAFF), est une compétition congolaise de football féminin organisée par la Fédération congolaise de football association (FECOFA).

## Présentation
Cette compétition d'envergure nationale a été créée en 2008. Elle peine cependant à s'imposer dans un pays très vaste, où les championnats locaux (ententes et commissions urbaines de Football féminin) et provinciaux restent extrêmement populaires.
La compétition se déroule chaque année du mois de mai au mois de juin sous forme d'un championnat opposant les clubs champions de différentes commissions provinciales du football féminin du pays. À la fin de la saison, le premier club est sacré champion et est qualifié pour la Ligue des champions féminine de la CAF (Confédération africaine de football).
L'Olympique club Lubumbashi City (OCL City) de la province du Haut-Katanga (ancien Katanga) reste le club le plus titré de cette compétition avec cinq titres depuis sa création en 2008.

## Histoire
Lors des quatre premières éditions du Championnat national de football féminin congolais (2008, 2009, 2010 et 2011), les ententes et commissions provinciales s'affrontaient directement pour remporter cette compétition annuelle. C'est à partir de l'année 2012 que les équipes de différentes ententes urbaines et commissions provinciales ont commencé à s'affronter entre elles, dans leurs commissions provinciales respectives, pour enfin se qualifier pour la « Coupe du Congo féminine » organisée par la ligue nationale du football féminin « LINAFF».
Depuis 2008, cinq clubs ont remporté le championnat : l'Olympique club Lubumbashi City (le plus titré, avec cinq titres), Bafana Bafana, Attaque sans recul, le FCF Amani de Kinshasa et le FCF Mazembe de Lubumbashi, ces quatre derniers ayant chacun un titre. 
Le vainqueur de cette compétition participe depuis 2022 à la Ligue des Champions féminine de la CAF et la République démocratique du Congo a été représentée pour la première fois par le FCF Amani de Kinshasa, vainqueur de la 12e édition du championnat national féminin de la RDC. Le club de la capitale Kinshasa est éliminé lors de la phase qualificative zonale de l'UNIFFAC. Le FCF Amani de Kinshasa avait été battu le dimanche premier août 2021 par le FC Missile du Gabon sur un score de 0 but à 1 (0-1) au Stade Monedan de Libreville en match comptant pour la manche aller du 1er tournoi zone UNIFFAC (Union des fédérations de football d'Afrique centrale) de la première édition de la Ligue des Champions féminine de la CAF.
Les Kinoises avaient eu l'occasion le 15 août 2021 d'arracher le ticket qualificatif pour le deuxième tour des éliminatoires de la Ligue des Champions féminine CAF après avoir eu raison devant Missile FC du Gabon par 3-1 au Stade Joseph Kabila de Kindu.
L’équipe championne de la 12e édition du Championnat national de Football féminin de la RDC avait perdu à Kindu (0-1) et à Malabo (4-1), conséquemment l’équipe est éliminée et ne prend pas part à la phase finale de la première édition de la Ligue des Champions féminine de la CAF Égypte 2021.
Pour sa deuxième participation et aussi la deuxième édition de la ligue des Champions de la CAF, c'est le Football club féminin Mazembe de Lubumbashi (champion de la 13e édition du championnat national féminin de la RDC), qui a succédé au FCF Amani de Kinshasa à jouer les préliminaires de la CAF Women's Champions League pour la zone UNIFFAC, qui l'a remporté et a joué la phase finale de la 2e édition de la Ligue des Champions féminine de la CAF.
Sa première participation étant la bonne, les affaires se précisent pour le FCF TP Mazembe Englebert. Les filles de Moïse Katumbi ont arraché, ce mardi 13 septembre, leur qualification et disputeront la finale des qualificatifs UNIFFAC à la phase finale de la Ligue des champions féminine de la CAF. Elles ont obtenu leur billet en battant les Tchadiennes de CECUS FC (4-0).
En demi-finale jouée au Stade de Malabo, les Mazembiennes n’ont pas été avares en matière de réalisme, puisqu’elles ont allumé la mèche dès la première minute par l’entremise de Kanjinga qui signera par la suite un doublé (1re et 19e minutes). Le troisième but des Englebertoises portera la marque d’Esther Dikisha qui va tromper la gardienne de l’équipe de CECUS FC, Kaltouma Djamen (30e minute) et le quatrième sera marqué à la 85e.
Le FCF Mazembe a effectué son entrée en Ligue des Champions féminine, en s’imposant (0-1) dans son duel qui l’opposait à Wadi Degla (Égypte), en match comptant pour la première journée de la phase de groupes.
Tout débutait parfaitement bien pour les troupes de Maguy Safi qui ont réussi à faire le nécessaire dès les premières minutes. Après seulement 7 minutes de jeu, la pièce maîtresse de la ligne d’attaque des corbeaux, Merveille Kanjinga se lançait pour tromper la vigilance de la gardienne égyptienne, pour le 0-1. Devant au marquoir, Mazembe a su gérer son avance durant le reste du match pour empocher les trois points du jour.
Lors de la deuxième journée, Mazembe face à Bayelsa Queen Football Club le jeudi 03 novembre 2022 dans le Grand Stade de Marrakech, les Corbeaux de Lubumbashi ont été déplumés (2-0) et ont occupé la 3e place du groupe B avec 3 dernier Bayelsa Queens avec 6 points et Mamelodi 9 points et Wadi 0 point. Les Congolaises, cependant, ont essayé de revenir grâce à une attaque menée par Merveille Kanjinga, mais elles n'ont pas réussi à tromper la défense des Sundows.
Après avoir contenu les assauts de Mazembe, les Sundowns sont reparties à l'attaque, Melinda Kgadiete a servi Lelona Daweti qui a inscrit son quatrième but du tournoi cinq minutes avant la mi-temps.
En fin de match, les filles de Marcello Kadiamba se sont réveillées, menaçant par Naoime Kabakaba et Kanjinga, mais la gardienne Andile Dlamini a fait de brillants efforts pour les arrêter. Après la pause, les Sundowns ont continué sur leur lancée : Bambanani Mbane a envoyé un long centre qui trouve Kgadiete dans la surface. Les Sud-Africaines mènent 3-0.
À l'approche de la fin du temps réglementaire, les Sundowns enterrent les espoirs de qualification des Congolaises. Gabonnelwe Kekana, entrée en jeu, marque un quatrième but sur une passe de Nonhlanha Mthandi. Le score final c'était enfin de 4-0, en faveur des Sud-africaines de Mamelodi Sundowns Ladies.
Pour sa 14e édition, la Ligue nationale du Football féminin, LINAFF, a organisé sa compétition en province du Haut-Katanga (Lubumbashi).
Deux stades ont été choisi pour l'organisation du championnat national féminin, dont le Stade TP Mazembe et le Stade Gaëtan Kakudji de joli site. Le Stade Kibasa Maliba faisait aussi partie, mais il était fermé pour raison de réhabilitation pour répondre aux normes de la CAF pour son homologation.
À suite d'ordre organisationnel et d'ordre financier, certains clubs n'ont pas pris part à la 14e édition du championnat national féminin qui a été organisé à Lubumbashi du 25 mai au 25 juin 2023.
Les équipes de Kinshasa, dont le FCF Amani, le CSF Bikira, le CFF Don Bosco et Espoir de Kinshasa ont dit non à cette édition, tandis que certaines équipes de l'intérieur du pays n'ont pas été à Lubumbashi par faute de moyens financiers et surtout les frais de transport.
En revanche, le FCF Mazembe de Lubumbashi, champion de l'entente urbaine de football féminin de Lubumbashi, de la commission provinciale du Haut-Katanga, de la 13e édition de la Coupe du Congo féminine et champion de la zone de l'Union des fédérations de football d'Afrique centrale a fait ses adieux à la compétition, après ses deux défaites consécutives.
| Saison | Champion                 | Vice-champion            |
| ------ | ------------------------ | ------------------------ |
| 2008   | Sud-Kivu                 | Kinshasa                 |
| 2009   | Kinshasa                 | Sud-Kivu                 |
| 2010   | Kinshasa                 | Nord-Kivu                |
| 2011   | Katanga                  |                          |
| 2012   | OCL City                 |                          |
| 2013   | OCL City                 | Bafana Bafana            |
| 2014   | OCL City                 | Attaque sans recul       |
| 2015   | OCL City                 | Attaque sans recul       |
| 2016   | Attaque sans recul       | OCL City                 |
| 2017   | Bafana Bafana            | DCMP/Bikira              |
| 2018   | Compétition non disputée | Compétition non disputée |
| 2019   | OCL City                 | Espoir de Bandal         |
| 2020   | Compétition non disputée | Compétition non disputée |
| 2021   | FCF Amani                | CFS Bikira               |
| 2022   | TP Mazembe               | CFS Bikira               |
| 2023   | TP Mazembe               | DC Bweremana             |
| 2024   | TP Mazembe               | FCF Amani                |
| 2025   | FA M'sichana             | CFS Bikira               |

| Club                                                       | Titres |
| ---------------------------------------------------------- | ------ |
| OCL City                                                   | 5      |
| TP Mazembe                                                 | 3      |
| Attaque sans recul, Bafana Bafana, FCF Amani, FA M'sichana | 1      |